# Grand Prix San Marina 1994
Grand Prix San Marina 1994 byl závod Formule 1, který se uskutečnil 1. května 1994 na Autodromo Enzo e Dino Ferrari v Imole v Itálii. Šlo o třetí závod sezóny 1994 a první závod sezóny, který se uskutečnil v Evropě. Závodní víkend byl poznamenán smrtí rakouského jezdce Rolanda Ratzenbergera, trojnásobného mistra světa Ayrtona Senny a několika dalšími vážnými nehodami a zraněními. Britský komentátor Murray Walker popsal závod jako „nejčernější den závodů Formule 1, jaký pamatuje“.
Závod nakonec vyhrál Michael Schumacher, Nicola Larini získal první body své kariéry druhým místem. Třetí skončil Mika Häkkinen. Senna se dočkal státního pohřbu v domovské Brazílii, kde přibližně 500 000 lidí lemovalo ulice, kterými projížděla rakev s jeho tělem. Italští žalobci obvinili šest lidí z neúmyslného zabití v souvislosti s jeho smrtí, ale všichni byli později osvobozeni. Případ se vlekl více než 11 let v důsledku odvolání a obnovy řízení po původním osvobozujícím rozsudku.
Následky závodu vedly ke zdůraznění prvku bezpečnosti ve sportu. Dalšími důsledky závodu bylo obnovení jezdecké asociace a úpravy mnoha tratí a designu vozů. Byla přijata řada technických pravidel, které měly vozy Formule 1 zpomalit a nově vybudované okruhy jako Bahrain International Circuit obsahují velké únikové zóny, které mají zpomalit vůz předtím, než narazí do zdi. Zařízení zvané HANS, které chrání hlavu a krk v případě nehody, se od roku 2003 stalo povinným.

## Popis závodu

### Kvalifikace

#### Páteční kvalifikace
V pátek 29. dubna se odehrála první část kvalifikace na závod. Jordan pilotovaný Rubensem Barrichellem najel na obrubník v zatáčce Variante Bassa v rychlosti 225 km/h a byl vystřelen do vzduchu. Narazil do vrchu bariéry z pneumatik a Barichello ztratil vědomí. Vůz se několikrát převrátil a nakonec zůstal ležet na zemi koly vzhůru. Záchranářské týmy Barichella na místě nehody ošetřily a ten byl posléze převezen do nemocnice. Další den se objevil na setkání jezdců, ale zlomený nos a ruka v sádře jej vyřadily ze zbytku závodního víkendu. Deset let poté Damon Hill, který v té době jezdil za Williams-Renault, popsal své pocity po nehodě: „Všichni jsme se otřepali a pokračovali v kvalifikaci ujištěni, že naše vozy jsou pevné jako tanky a můžeme v nich být otřeseni, ale ne zraněni.“

#### Sobotní kvalifikace

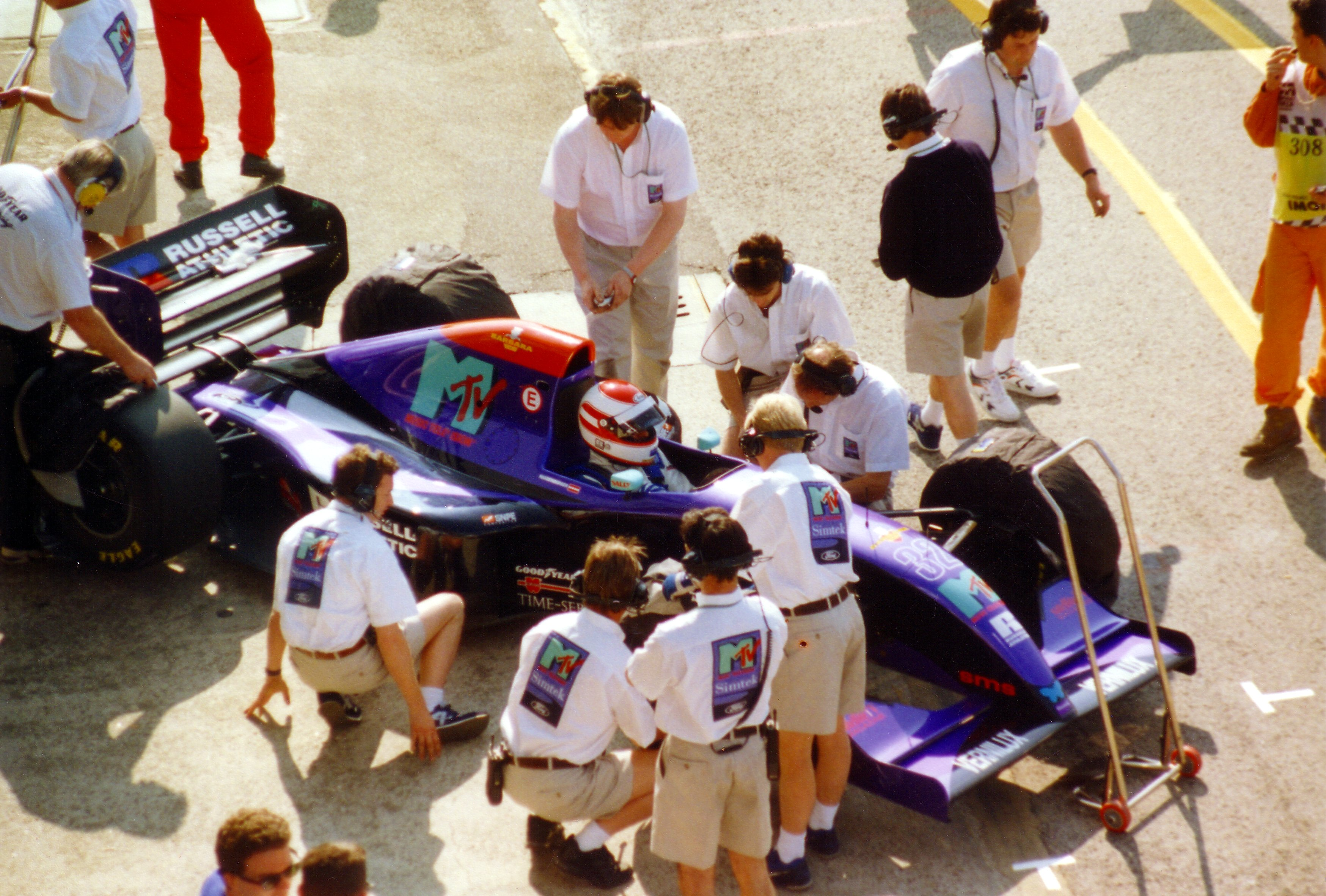
Roland Ratzenberger v boxech v Imole před nehodou.

Dvacet minut po začátku poslední části kvalifikace ztratil Roland Ratzenberger kontrolu nad svým vozem Simtek, když se blížil do zatáčky Villeneuve. Narazil do betonové zdi, a ačkoliv kokpit vozu zůstal takřka nepoškozen, síla nárazu zlomila Ratzenbergerovi vaz. Ratzenberger, nováček ve Formuli 1, jel rychlostí 306 km/h ve chvíli, kdy se mu ulomilo přední křídlo, které poškodil nárazem na obrubník v předchozím kole.

Villeneuve Curva, kde při kvalifikaci tragicky zahynul Roland Ratzenberger

Kvalifikace byla zastavena a zbývajících 40 minut bylo nakonec zrušeno. Později bylo oznámeno, že Ratzenberger podlehl mnohačetným zraněním. Šlo o první smrt při závodním víkendu Formule 1 od Grand Prix Kanady 1982, kde zahynul Riccardo Paletti. Bylo to také osm let od úmrtí Elio de Angelise, který nepřežil nehodu při testování svého Brabhamu na okruhu Paul Ricard. Profesor Sid Watkins, šéf lékařského týmu Formule 1, ve svých pamětech vzpomíná na reakci Ayrtona Senny na Ratzenbergerovu smrt následovně: „Ayrton se zhroutil a brečel na mém rameni.“ Watkins se snažil přesvědčit Sennu, aby následující den nezávodil slovy: „Co ještě potřebuješ dokázat? Jsi trojnásobný mistr světa a jsi očividně nejrychlejší jezdec. Vykašli se na to a pojďme rybařit.“ Senna byl ale neústupný a řekl: „Side, jsou určité věci, nad kterými nemáme kontrolu. Nemůžu odejít, musím pokračovat.“

Senna získal pole position před Michaelem Schumacherem. Gerhard Berger se kvalifikoval jako třetí a za ním stál na roštu Sennův týmový kolega Damon Hill. Dle tehdejších pravidel se do závodu kvalifikovalo 26 nejrychlejších jezdců z kvalifikace. Vzhledem k tomu, že 26. nejrychlejší čas zajel Roland Ratzenberger, na start se postavilo jen 25 pilotů.

### Závod

#### První start

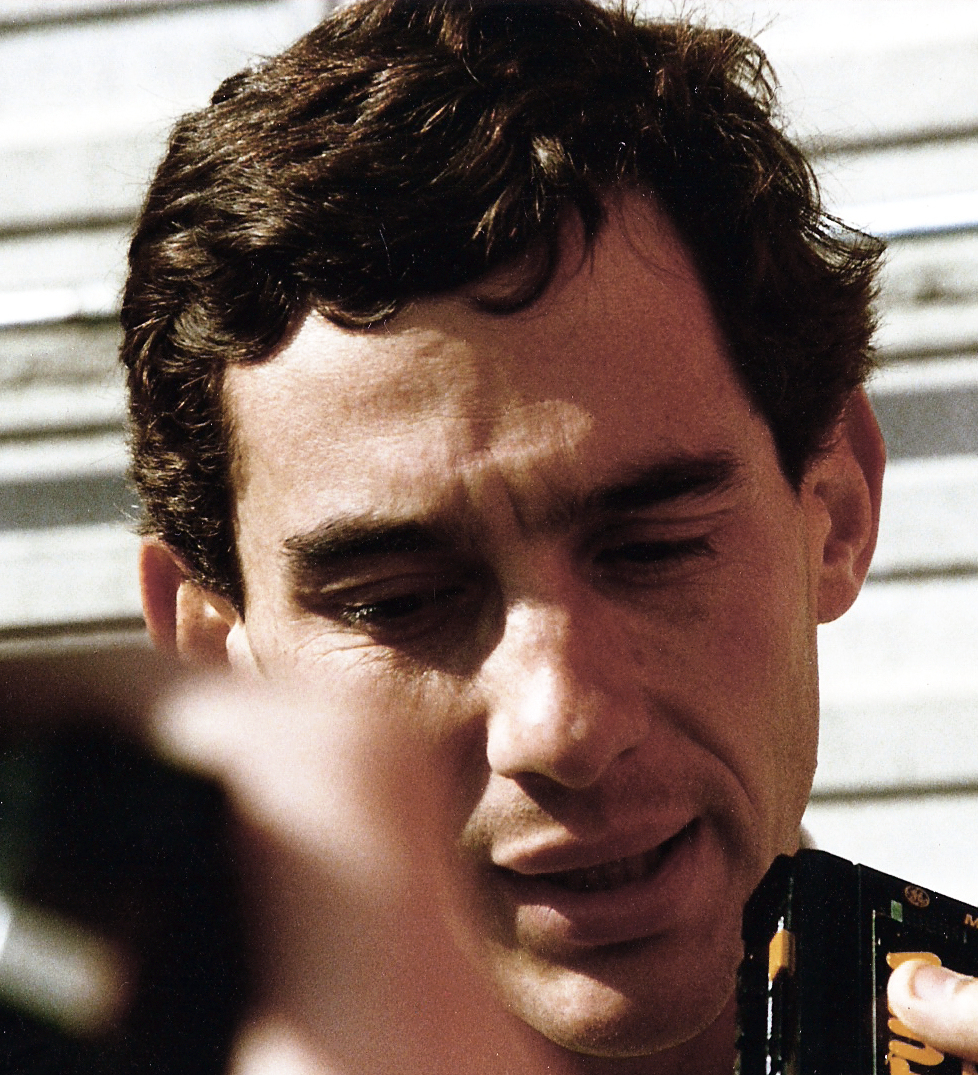
Ayrton Senna, který zahynul při Grand Prix San Marina 1994

Po odstartování zůstal na roštu stát Benetton, který pilotoval JJ Lehto. Pedro Lamy, který startoval z konce roštu, měl výhled zablokovaný dalšími vozy, a narazil tudíž do Lehtova vozu. Trosky vozů a pneumatiky se rozletěly po trati, část z nich překonala bezpečnostní plot chránící diváky a devět jich lehce zranila. Kvůli nehodě na trať vyjel safety car, který po potřebnou dobu zpomaluje vozy a ty se navzájem nesmějí předjíždět. Při pomalé jízdě za safety carem došlo k poklesu teploty pneumatik. Při setkání jezdců před závodem vyjádřili Ayrton Senna a Gerhard Berger znepokojení nad tím, že safety car jezdí příliš pomalu, a není tudíž možno udržet pneumatiky dostatečně horké. Když byly trosky odklizeny, safety car zajel do boxů a závod byl restartován letmým startem. Dvě kola po restartu vyjel vůz pilotovaný Ayrtonem Sennou v zatáčce Tamburello v rychlosti 306 km/h z trati a po zpomalení na 211 km/h narazil do betonové zdi.

Zatáčka Tamburello, kde tragicky zahynul Ayrton Senna

Ve 14:17 byly vyvěšeny červené vlajky a závod byl zastaven. Sid Watkins a jeho tým se okamžitě vydal na pomoc Sennovi. Když jsou vyvěšeny červené vlajky, vozy musejí zpomalit a zajet do boxů. Tímto opatření jsou chráněni traťoví komisaři a lékaři zasahující na místě nehody. Tým Larrousse omylem povolil svému jezdci Ériku Comasovi vyjet z boxů, ačkoliv byly vyvěšeny červené vlajky. Traťoví komisaři na něj zuřivě mávali, aby jej donutili zpomalit, protože se k místu nehody přibližoval takřka v plné rychlosti. Komentátor Eurosportu John Watson popsal incident jako „nejabsurdnější věc, kterou v životě viděl.“ Comas se vyhnul všem vozům a osobám zasahujícím na místě nehody a posléze odstoupil ze závodu. Naturalistické záběry záchranářů ošetřujících Sennu byly vysílány živě televizí RAI, takže BBC přepnula na vlastní kameru umístěnou v boxové uličce. Senna byl vyproštěn z vozu a letecky transportován do nemocnice Maggiore poblíž Bologni. Lékařské týmy pokračovaly v jeho ošetřování i za letu. Ve 14:55 místního času, 37 minut po nehodě, byl závod restartován.

#### Druhý start
Výsledky restartovaného závodu byly určeny součtem časů z prvního a druhého závodu. Po restartu vedl na trati Gerhard Berger, ale v součtu časů vedl Michael Schumacher díky náskoku, který si na Bergera vypracoval před zastavením závodu. Schumacher na trati předjel Bergera ve 12. kole a ten o čtyři kola později ze závodu pro technické potíže odstoupil. Larini se na chvíli ujal vedení, když Schumacher zajel do boxů, ale jen do okamžiku vlastní zastávky.
Deset kol před koncem závodu upadlo pravé zadní kolo z Minardi Michele Alboreta, který zrovna vyjížděl z boxů a kolo zasáhlo dva mechaniky Ferrari a dva mechaniky Lotusu, kteří museli být převezeni do nemocnice.
Michael Schumacher vyhrál závod před Nicolou Larinim a Mikou Häkkinenem, a měl tak po prvních třech závodech sezóny maximální možný počet 30 bodů. Jde o jediný závod, kde se Larini umístil na stupních vítězů, a jeden ze dvou závodů, ve kterých bodoval. K uctění památky Ronalda Ratzenbergera a Ayrtona Senny se na stupních vítězů nestříkalo šampaňským.

### Po závodě
Dvě hodiny a dvacet minut po skončení závodu, v 18:40 místního času, Dr. Maria Theresa Fiandri oznámila, že Ayrton Senna zemřel. Jako oficiální čas úmrtí bylo uvedeno 14:17 místního času, což znamená, že Senna zemřel okamžitě. Pitva odhalila, že příčnou smrti byla část zavěšení kola, která se při nehodě ulomila a prorazila jeho helmu a lebku.

Změny na trati v Imole po Velké ceně 1994 - šedě je původní trať, červeně trať po změnách.

Okruh v Imole, který byl do tehdejšího stavu uveden v roce 1981, byl následně značně přestavěn, včetně úpravy zatáčky Tamburello, kde došlo již dříve k vážným nehodám Gerharda Bergera (1989) a Nelsona Piqueta (1987), z vysokorychlostní na mnohem pomalejší šikanu. FIA také změnila technické regulace tím způsobem, že vozy z roku 1994 na ně nemohly být upraveny a týmy musely vyrobit zcela nové vozy. Kvůli obavám, které pronesli Senna a Berger před závodem, byla při dalším závodě, Grand Prix Monaka 1994, znovuobnovena jezdecká asociace (Grand Prix Drivers' Association). Ta byla původně založena již v roce 1961, ale v roce 1982 byla rozpuštěna. Primárním cílem jejího obnovení byla snaha povolit jezdcům diskutovat bezpečnostní změny zaváděné po závodě v Imole. První dvě místa na startovním roštu Grand Prix Monaka 1994 byla prázdná a byly do nich namalovány rakouská a brazilská vlajka na počest dvou jezdců, kteří při předchozím závodě zahynuli. Před závodem se také držela minuta ticha.
Senna se dočkal státního pohřbu v São Paulu dne 5. května 1994. Přibližně 500 000 lidí lemovalo ulice, kterými projížděla rakev se Sennovým tělem. Sennův rival Alain Prost byl jedním z lidí, kteří nesli rakev. Sennův pohřeb navštívila většina komunity sdružené okolo Formule 1. Výjimkou byl prezident FIA Max Mosley, který se místo toho zúčastnil 7. května 1994 v Salcburku pohřbu Rolanda Ratzenbergera. Mosley řekl deset let poté na tiskové konferenci: „Šel jsem na jeho pohřeb, protože všichni ostatní šli na Sennův. Myslel jsem, že je důležité, aby někdo šel i na jeho.“
Italští žalobci zahájili stíhání šesti osob v souvislosti se Sennovou smrtí, konkrétně to byli Frank Williams, Patrick Head a Adrian Newey z Williamsu, Fedrico Bendinelli jako zástupce vlastníků Autodromo Enzo e Dino Ferrari, Giorgio Poggi jako ředitel okruhu a Roland Bruynserarde jako ředitel závodu a člověk, který okruh schválil. Verdikt byl vynesen 16. prosince 1997 a všichni obžalovaní z neúmyslného zabití byli prohlášeni za nevinné. Soud zjistil, že příčinou Sennovy nehody byla zlomená řídicí tyč. Ta byla zkrácena a navařena zpět do vozu na Sennovu žádost, kterou chtěl docílit většího pohodlí ve voze.
Po vynesení rozsudku bylo podáno státním zástupcem odvolání proti osvobození Patricka Heada a Adriana Neweyho. Dne 22. listopadu 1999 zprostil odvolací soud Heada a Neweyho všech obvinění s odůvodněním, že se neobjevily žádné nové důkazy (kvůli poškození vozu chybí některá data z černé skříňky vozu a 1,6 sekundy záběrů ze Sennova vozu není dostupných, neboť italská režie přepnula těsně před nehodou na kameru umístěnou v jiném voze), a tudíž dle článku 530 italského trestního řádu musela být obžaloba prohlášena „za neexistující, neboť není podepřena fakty“. Tento rozsudek byl anulován v lednu 2003, protože soud měl za to, že byl článek 530 špatně vyložen. Na 27. května 2005 byl nařízen nový proces, ve kterém byli Head i Newey osvobozeni.
Grand Prix San Marina 1994 byla na dlouhou dobu posledním závodem Formule 1, při kterém došlo ke smrtelné nehodě pilota, . Další smrtelná nehoda zasáhla Formuli 1 až v roce 2014, kdy na při GP Japonska na okruhu Suzuka havaroval Jules Bianchi. U těžkých havárií, ke kterým došlo při závodech Formule 1 v druhé polovině 90. let a poté i v 21. století, je často uváděno, že havarující pilot by pravděpodobně nepřežil, kdyby nedošlo ke zpřísnění bezpečnostních předpisů, k čemuž se začalo přistupovat právě po osudné Grand Prix San Marina 1994.

## Výsledky

### Závod
tento závodní víkend je označován za nejčernější víkend v historii Formule 1
- 1. května 1994
- Okruh Autodromo Enzo e Dino Ferrari
- 58 kol x 5,040 km = 292,320 km
- 551. Grand Prix
- 5. vítězství pro « Michaela Schumachera »
- 10. vítězství pro « Benetton »
- 8. vítězství pro « Německo »
- 75. vítězství pro vůz se startovním číslem « 5 »(« nový rekord »)
- 121. vítězství z « 2. míst na startu »

| Legenda k tabulce | Legenda k tabulce                                                                       |
| Barva             | Výsledek                                                                                |
| ----------------- | --------------------------------------------------------------------------------------- |
| Zlatá             | Vítěz                                                                                   |
| Stříbrná          | 2. místo                                                                                |
| Bronzová          | 3. místo                                                                                |
| Zelená            | Bodované umístění                                                                       |
| Modrá             | Nebodované umístění                                                                     |
| Modrá             | Dokončil neklasifikován (NC)                                                            |
| Fialová           | Odstoupil (Ret)                                                                         |
| Červená           | Nekvalifikoval se (DNQ)                                                                 |
| Červená           | Nepředkvalifikoval se (DNPQ)                                                            |
| Černá             | Diskvalifikován (DSQ)                                                                   |
| Bílá              | Nestartoval (DNS)                                                                       |
| Bílá              | Závod zrušen (C)                                                                        |
| Světle modrá      | Pouze trénoval (PO)                                                                     |
| Světle modrá      | Páteční testovací jezdec (TD)                                                           |
| Bez barvy         | Netrénoval (DNP)                                                                        |
| Bez barvy         | Vyřazen (EX)                                                                            |
| Bez barvy         | Nepřijel (DNA)                                                                          |
| Bez barvy         | Odvolal účast (WD)                                                                      |
| Bez barvy         | Nezúčastnil se (prázdné)                                                                |
| Označení          | Význam                                                                                  |
| Tučnost           | Pole position                                                                           |
| Kurzíva           | Nejrychlejší kolo                                                                       |
| †                 | Jezdec nedojel do cíle, ale byl klasifikován, protože odjel více než 90 % délky závodu. |
| ‡                 | Byl udělován poloviční počet bodů, protože bylo odjeto méně než 75 % délky závodu.      |
| Horní index       | Umístění bodujících jezdců ve sprintu                                                   |

| Pozice | Č  | Jezdec                | Vůz               | Kolo | Čas        | +/- | Pole | Body | Nej. kolo      |
| ------ | -- | --------------------- | ----------------- | ---- | ---------- | --- | ---- | ---- | -------------- |
| 1      | 5  | Michael Schumacher    | Benetton B194     | 58   | 1'28:29.3  | 1   | 2    | 10   | 1:24.438       |
| 2      | 27 | Nicola Larini         | Ferrari 412T1     | 58   | á 0:54.942 | 4   | 6    | 6    | 1:25.825 (9.)  |
| 3      | 7  | Mika Häkkinen         | McLaren MP4-9     | 58   | á 1:10.679 | 5   | 8    | 4    | 1:25.737 (7.)  |
| 4      | 29 | Karl Wendlinger       | Sauber C13        | 58   | á 1:13.658 | 6   | 10   | 3    | 1:25.727 (6.)  |
| 5      | 3  | Ukyo Katayama         | Tyrrell 022       | 57   | á 1 kolo   | 4   | 9    | 2    | 1:26.176 (11.) |
| 6      | 0  | Damon Hill            | Williams FW16     | 57   | á 1 kolo   | 2   | 4    | 1    | 1:24.335       |
| 7      | 30 | Heinz-Harald Frentzen | Sauber C13        | 57   | á 1 kolo   | 0   | 7    |      | 1:25.307 (4.)  |
| 8      | 8  | Martin Brundle        | McLaren MP4-9     | 57   | á 1 kolo   | 5   | 13   |      | 1:25.774 (8.)  |
| 9      | 4  | Mark Blundell         | Tyrrell 022       | 56   | á 2 kola   | 3   | 12   |      | 1:26.259 (12.) |
| 10     | 12 | Johnny Herbert        | Lotus 107C        | 56   | á 2 kola   | 10  | 20   |      | 1:28.032 (17.) |
| 11     | 26 | Olivier Panis         | Ligier JS39B      | 56   | á 2 kola   | 8   | 19   |      | 1:27.908 (15.) |
| 12     | 25 | Éric Bernard          | Ligier JS39B      | 55   | á 3 kola   | 5   | 17   |      | 1:28.091 (18.) |
| 13     | 9  | Christian Fittipaldi  | Footwork FA15     | 54   | Mimo trať  | 3   | 16   |      | 1:25.954 (10.) |
| Pozice | Č  | Odstoupili            | Vůz               | Kolo | Příčina    | +/- | Pole | Body | Nej. kolo      |
| Ret    | 15 | Andrea de Cesaris     | Jordan 194        | 49   | Mimo trať  | 10  | 21   |      | 1:27.627 (14.) |
| Ret    | 24 | Michele Alboreto      | Minardi M193B     | 44   | Kolo       | 14  | 15   |      | 1:27.995 (16.) |
| Ret    | 10 | Gianni Morbidelli     | Footwork FA15     | 40   | Motor      | 7   | 11   |      | 1:25.652 (5.)  |
| Ret    | 23 | Pierluigi Martini     | Minardi M193B     | 37   | Mimo trať  | 13  | 14   |      | 1:27.221 (13.) |
| Ret    | 31 | David Brabham         | Simtek S941       | 27   | Mimo trať  | 16  | 24   |      | 1:28.613 (19.) |
| Ret    | 34 | Bertrand Gachot       | Pacific PR01      | 23   | Motor      | 18  | 25   |      | 1:29.094 (21.) |
| Ret    | 19 | Olivier Beretta       | Larrousse-LH94    | 17   | Motor      | 16  | 23   |      | 1:28.891 (20.) |
| Ret    | 28 | Gerhard Berger        | Ferrari 412T1     | 16   | Zavěšení   | 1   | 3    |      | 1:25.040       |
| Ret    | 2  | Ayrton Senna          | Williams-Renault  | 5    | Nehoda     | 1   | 1    |      | 1:44.068 (22.) |
| Ret    | 20 | Érik Comas            | Larrousse-LH94    | 5    | Vibrace    | 17  | 18   |      | 1:58.505 (23.) |
| Ret    | 6  | Jyrki Järvilehto      | Benetton B194     | 0    | Nehoda     | 5   | 5    |      |                |
| Ret    | 11 | Pedro Lamy            | Lotus-Mugen-Honda | 0    | Nehoda     | 22  | 22   |      |                |
| Pozice | Č  | Nestartoval           | Vůz               | Kolo | Příčina    | +/- | Pole | Body | Nej. kolo      |
| DNS    | 32 | Roland Ratzenberger   | Simtek S941       |      | Nehoda     |     | 26   |      |                |
| DNQ    | 14 | Rubens Barrichello    | Jordan 194        |      | Nehoda     |     |      |      |                |
| DNQ    | 33 | Paul Belmondo         | Pacific PR01      |      |            |     |      |      |                |

### Stupně vítězů
- 20. podium pro « Michaela Schumachera »
- 2. podium pro « Miku Häkkinena »
- 1. podium pro Nicolu Lariniho (jediné podium)
- 359. podium pro « Ferrari » (« nový rekord »)
- 247. podium pro « McLaren »
- 53. podium pro « Benetton »
- 176. podium pro « Itálii »
- 40. podium pro « Německo »
- 20. podium pro « Finsko »

### Bodové umístění
- 139 bodů pro « Michaela Schumachera »
- 76 bodů pro « Damona Hilla »
- 21 bodů pro « Miku Häkkinena »
- 14 bodů pro « Karla Wendlingera
- 6 bodů pro Nicolu Lariniho »
- 4 body pro « Ukyo Katayamu »
- 1877,5 bodů pro « McLaren » (« nový rekord »)
- 1795,5 bodů pro « Ferrari »
- 1395,5 bodů pro « Williams »
- 600 bodů pro « Tyrrell »
- 427,5 bodů pro « Benetton »
- 18 bodů pro « Sauber »

### Nejrychlejší kolo
- Damon Hill 1:24,438 Williams
- 5. nejrychlejší kolo pro « Damona Hilla »
- 77. nejrychlejší kolo pro « Williams »
- 148. nejrychlejší kolo pro « Velkou Británii » (« nový rekord »)
- 5. nejrychlejší kolo pro vůz se startovním číslem « 0 »

### Vedení v závodě
- « Ayrton Senna  byl ve vedeni 2931 kol (« nový rekord »)
- « Michael Schumacher » byl ve vedeni 254 kol
- « Gerhard Berger » byl ve vedeni 579 kol
- « Mika Häkkinen » byl ve vedení 3 kola
- « Ferrari » byl ve vedení 6874 kol (« nový rekord »)
- « McLaren » byl ve vedení 5661 kol
- « Williams » byl ve vedení 4713 kol
- « Benetton » byl ve vedení 405 kol

| Kola         | km       | Jezdec             | %    |
| ------------ | -------- | ------------------ | ---- |
| 1 - 5 kolo   | 25,2 km  | Ayrton Senna       | 8,6% |
| 6 - 12 kolo  | 35,28 km | Michael Schumacher | 12%  |
| 13 - 15 kolo | 15,12 km | Gerhard Berger     | 5,2% |
| 16 - 18 kolo | 15,12 km | Mika Häkkinen      | 5,2% |
| 19 - 58 kolo | 201,6 km | Michael Schumacher | 69%  |

- SC – Safety Car na trati v průběhu 1. až 5. kola po havárii Pedra Lamy a J J Lehta
- V 6. kole vyvěšeny červené vlajky a závod byl přerušen – Havárie Ayrtona Senny

| Senna | M.Schu | Berger | Häkk | M.Schumacher |
| ----- | ------ | ------ | ---- | ------------ |

### Postavení na startu
- Ayrton Senna Williams - 1:21.548
- 65. Pole position pro « Ayrtona Sennu  (« nový rekord »)
- 70. Pole position pro « Williams »
- 96. Pole position pro « Brazílii »
- 65. Pole position pro vůz se startovním číslem « 2 »
- 87. první řadu získal « Ayrton Senna (« nový rekord »)
- 5. první řadu získal « Michael Schumacher »
- 112× první řadu získal «Williams »
- 8× první řadu získal «Benetton »
- 154× první řadu získala « Brazílie »
- 13× první řadu získala « Německo »

| *                                                     | *                                                       | Kvalifikace                                     |
| ----------------------------------------------------- | ------------------------------------------------------- | ----------------------------------------------- |
| _______1_______ Ayrton Senna Williams 1:21.548        |                                                         | Ayrton Senna Williams 1:21.548                  |
|                                                       | _______2_______ Michael Schumacher Benetton 1:21.885    | Michael Schumacher Benetton 1:21.885 (+0.337)   |
| _______3_______ Gerhard Berger Ferrari 1:22.113       |                                                         | Gerhard Berger Ferrari 1:22.113 (+0.565)        |
|                                                       | _______4_______ Damon Hill Williams 1:22.168            | Damon Hill Williams 1:22.168 (+0.620)           |
| _______5_______ JJ Lehto Benetton 1:22.717            |                                                         | JJ Lehto Benetton 1:22.717 (+1.169)             |
|                                                       | _______6_______ Nicola Larini Ferrari 1:22.841          | Nicola Larini Ferrari 1:22.841 (+1.293)         |
| _______7_______ Heinz-Harald Frentzen Sauber 1:23.119 |                                                         | Heinz-Harald Frentzen Sauber 1:23.119 (+1.571)  |
|                                                       | _______8_______ Mika Häkkinen McLaren 1:23.140          | Mika Häkkinen McLaren 1:23.140 (+1.592)         |
| _______9_______ Ukyo Katayama Tyrrell 1:23.322        |                                                         | Ukyo Katayama Tyrrell 1:23.322 (+1.774)         |
|                                                       | _______10_______ Karl Wendlinger Sauber 1:23.347        | Karl Wendlinger Sauber 1:23.347 (+1.799)        |
| _______11_______ Gianni Morbidelli Footwork 1:23.663  |                                                         | Gianni Morbidelli Footwork 1:23.663 (+2.115)    |
|                                                       | _______12_______ Mark Blundell Tyrrell 1:23.703         | Mark Blundell Tyrrell 1:23.703 (+2.155)         |
| _______13_______ Martin Brundle McLaren 1:23.858      |                                                         | Martin Brundle McLaren 1:23.858 (+2.310)        |
|                                                       | _______14_______ Pierluigi Martini Minardi 1:24.078     | Pierluigi Martini Minardi 1:24.078 (+2.530)     |
| _______15_______ Michele Alboreto Minardi 1:24.276    |                                                         | Michele Alboreto Minardi 1:24.276 (+2.728)      |
|                                                       | _______16_______ Christian Fittipaldi Footwork 1:24.472 | Christian Fittipaldi Footwork 1:24.472 (+2.924) |
| _______17_______ Éric Bernard Ligier 1:24.678         |                                                         | Éric Bernard Ligier 1:24.678 (+3.130)           |
|                                                       | _______18_______ Érik Comas Larrousse 1:24.852          | Érik Comas Larrousse 1:24.852 (+3.304)          |
| _______19_______ Olivier Panis Ligier 1:24.996        |                                                         | Olivier Panis Ligier 1:24.996 (+3.448)          |
|                                                       | _______20_______ Johnny Herbert Lotus 1:25.114          | Johnny Herbert Lotus 1:25.114 (+3.566)          |
| _______21_______ Andrea de Cesaris Jordan 1:25.234    |                                                         | Andrea de Cesaris Jordan 1:25.234 (+3.686)      |
|                                                       | _______22_______ Pedro Lamy Lotus 1:25.295              | Pedro Lamy Lotus 1:25.295 (+3.747)              |
| _______23_______ Olivier Beretta Larrousse 1:25.991   |                                                         | Olivier Beretta Larrousse 1:25.991 (+4.443)     |
|                                                       | _______24_______ David Brabham Simtek 1:26.817          | David Brabham Simtek 1:26.817 (+5.269)          |
| _______25_______ Bertrand Gachot Pacific 1:27.143     |                                                         | Bertrand Gachot Pacific 1:27.143 (+5.595)       |
|                                                       | _______26_______ Roland Ratzenberger Simtek 1:27.584    | Roland Ratzenberger Simtek 1:27.584 (+6.036)    |
|                                                       |                                                         | Paul Belmondo Pacific 1:27.881 (+6.333)         |
|                                                       |                                                         | Rubens Barrichello Jordan ----                  |

## Zajímavosti
- 200 GP pro vůz se startovním číslem 31
- 600 bodů pro tým Tyrrell

### Souhrn
| Pole position | Vítězství          | Nej. kolo          | Hat trick | Vedení             | Vedení        | Vedení        | Vedení         | Chelem |
| Brazílie      | Německo            | Spojené království |           | Německo            | Brazílie      | Finsko        | Rakousko       |        |
| Ayrton Senna  | Michael Schumacher | Damon Hill         |           | Michael Schumacher | Ayrton Senna  | Mika Häkkinen | Gerhard Berger |        |
| Williams FW16 | Benetton B194      | Williams FW16      |           | Benetton B194      | Williams FW16 | McLaren MP4-9 | Ferrari 412T1  |        |
| 1'21.548      | 1:28'28.642        | 1'24.335           |           | 47 kol             | 5 kol         | 3 kola        | 3 kola         |        |
| 222.495 km/h  | 198.234 km/h       | 215.142 km/h       |           | 236,88 km          | 25.2 km       | 15,12 km      | 15,12 km       |        |
| ------------- | ------------------ | ------------------ | --------- | ------------------ | ------------- | ------------- | -------------- | ------ |

## Stav MS
- GP - body získané v této Grand Prix

| *  | Jezdec                | Body | GP | * | Vůz       | Body | GP | * | Stát           | Body | GP |
| -- | --------------------- | ---- | -- | - | --------- | ---- | -- | - | -------------- | ---- | -- |
| 1  | Michael Schumacher    | 30   | 10 | 1 | Benetton  | 30   | 10 | 1 | Německo        | 30   | 10 |
| 2  | Damon Hill            | 7    | 1  | 2 | Ferrari   | 16   | 6  | 2 | Brazílie       | 10   |    |
| 3  | Rubens Barrichello    | 7    |    | 3 | Williams  | 7    | 1  | 3 | Rakousko       | 10   | 3  |
| 4  | Gerhard Berger        | 6    |    | 4 | Jordan    | 7    |    | 4 | Velká Británie | 7    | 1  |
| 5  | Nicola Larini         | 6    | 6  | 5 | Sauber    | 7    | 3  | 5 | Itálie         | 6    | 6  |
| 6  | Mika Häkkinen         | 4    | 4  | 6 | McLaren   | 4    | 4  | 6 | Francie        | 4    |    |
| 7  | Jean Alesi            | 4    |    | 7 | Tyrrell   | 4    | 2  | 7 | Finsko         | 4    | 4  |
| 8  | Karl Wendlinger       | 4    | 3  | 8 | Footwork  | 3    |    | 8 | Japonsko       | 4    | 2  |
| 9  | Ukyo Katayama         | 4    | 2  | 9 | Larrousse | 1    |    |   |                |      |    |
| 10 | Christian Fittipaldi  | 3    |    |   |           |      |    |   |                |      |    |
| 11 | Heinz-Harald Frentzen | 2    |    |   |           |      |    |   |                |      |    |
| 12 | Érik Comas            | 1    |    |   |           |      |    |   |                |      |    |